# (13642) Ricci
(13642) Ricci ist ein Asteroid des Hauptgürtels, der am 19. April 1996 vom italo-amerikanischen Astronomen Paul G. Comba am privaten Prescott-Observatorium (IAU-Code 684) in Arizona entdeckt wurde.
Der Himmelskörper wurde am 23. Mai 2000 nach dem italienischen Mathematiker Gregorio Ricci-Curbastro (1853–1925) benannt, der vor allem für seine Forschungsergebnisse auf dem Gebiet der Tensorrechnung berühmt war.